# Partido Socialista da Azânia

O Partido Socialista da Azania (SOPA na sigla em inglês) foi um partido político sulafricano baseado no socialismo científico que aderiu à teoria da Consciência Negra. Nas eleições gerais de 2004, recebeu 0,1% dos votos e nenhuma cadeira legislativa a nível nacional ou provincial.

## História
O partido foi formado em 21 de março de 1998 a partir de uma ramificação da Organização do Povo da Azânia (Azapo). Os antepassados do partido também foram membros fundadores do Movimento da Consciência Negra dos anos 1970, liderado por Steve Biko. Entre os membros notáveis do SOPA estão Asha Moodley, Steven Peter, Rose Ngwenya, Dr. Gomoleo Mokae, Tiyani Lybon Mabasa, Musa Kunta Mohamed, Phineas Malapela, Patrick Mkhize, Console Tleane, Ashraf Jooma e o falecido Strini Moodley.

## Ideologia
A estrutura ideológica da SOPA é herança do Movimento da Consciência Negra e do pensamento de Steve Biko. Seguindo esse quadro, o SOPA argumenta que o fim do apartheid na década de 1990 não libertou verdadeiramente os negros na África do Sul (Azania), mas que o Estado sul-africano pós-apartheid - liderado pelo Congresso Nacional Africano (CNA) - permitiu a continuação do domínio cultural, social e econômico dos sul-africanos brancos. Isso, argumentou o partido, se devia ao fato de o CNA ter se vendido ao Capital branco. Na terminologia de Biko usada pelo partido, aqueles que estão no poder através do CNS podem ser considerados "não-brancos", já que, nas palavras de Biko, sua "aspiração é a brancura" e apenas sua "pigmentação torna isso impossível", ao contrário aos negros que "são aqueles que conseguem manter a cabeça erguida em desafio ao invés de entregar voluntariamente suas almas ao homem branco". O partido, portanto, clama por uma liderança política negra que se solidarize com a população negra do país.
Era a perspectiva da SOPA de que para libertar os mais pobres da maioria negra da população do desespero, a classe trabalhadora deve liderar uma revolução proletária que abolirá o sistema baseado na propriedade privada dos meios de produção fundamentais e resultará na redistribuição de terras e nacionalização das indústrias básicas. Este plano iria, de acordo com a teoria, reverter o legado econômico prejudicial do apartheid e do colonialismo, que o SOPA afirma ter deixado os sul-africanos negros inerentemente em desvantagem.
Em 1998, figuras importantes da SOPA participaram de um Tribunal internacional sobre a África, "para julgar os responsáveis pelo curso assassino imposto aos trabalhadores e povos da África". O Tribunal considerou que as políticas econômicas que afetam a África - formuladas por instituições internacionais como o Banco Mundial, a Organização Mundial do Comércio e o Fundo Monetário Internacional, e a cooperação do que a SOPA vê como governos neocoloniais como o do Congresso Nacional Africano - levou a condições de vida desastrosas para a maioria dos africanos. SOPA considera tais políticas e práticas como imperialismo em benefício de corporações multinacionais.

## Negociações com outras partes
O partido manteve negociações regulares com a AZAPO visando a fusão das duas partes, mas estas foram interrompidas em 2004, 2007 e novamente em 2013.
Antes das eleições de 2014, o partido anunciou que havia acordado relações de trabalho com a Economic Freedom Fighters (EFF), e que seus membros fariam parte da lista de candidatos da EFF.

## Resultados eleitorais

### Eleições nacionais
| Eleição | Votos  | %     | Assentos |
| ------- | ------ | ----- | -------- |
| 1999    | 9.062  | 0,06% | 0        |
| 2004    | 14.853 | 0,10% | 0        |

### Eleições provinciais
| Election | Eastern Cape | Eastern Cape | Free State | Free State | Gauteng | Gauteng | Kwazulu-Natal | Kwazulu-Natal | Limpopo | Limpopo | Mpumalanga | Mpumalanga | North-West | North-West | Northern Cape | Northern Cape | Western Cape | Western Cape |
| Election | %            | Seats        | %          | Seats      | %       | Seats   | %             | Seats         | %       | Seats   | %          | Seats      | %          | Seats      | %             | Seats         | %            | Seats        |
| -------- | ------------ | ------------ | ---------- | ---------- | ------- | ------- | ------------- | ------------- | ------- | ------- | ---------- | ---------- | ---------- | ---------- | ------------- | ------------- | ------------ | ------------ |
| 1999     | -            | 0/63         | 0.11%      | 0/30       | 0.05%   | 0/73    | 0.12%         | 0/80          | -       | 0/49    | -          | 0/30       | -          | 0/33       | -             | 0/30          | -            | 0/42         |
| 2004     | 0.15%        | 0/63         | -          | 0/30       | 0.09%   | 0/73    | 0.18%         | 0/80          | -       | 0/49    | 0.13%      | 0/30       | -          | 0/33       | -             | 0/30          | -            | 0/42         |

## Desempenho eleitoral e filiação política
Nas eleições de 2004, o SOPA recebeu 0,1% dos votos. O partido era filiado ao Comitê de Ligação Internacional para uma Internacional dos Trabalhadores. Embora os membros do partido incluam socialistas de diferentes matizes, alguns de seus membros mais influentes eram trotskistas, e eles formavam a Seção Azaniana da Quarta Internacional reproclamada.